# Eva John
Eva John (* 1967) ist eine deutsche Politikerin (CSU, später BMS). Von 2014 bis 2020 war sie Bürgermeisterin von Starnberg.

## Leben
Eva John schloss ihr Studium an der Fachhochschule als Diplom-Verwaltungswirtin (FH) ab. Sie war sechs Jahre im Sozialamt des Landratsamtes, fünf Jahre im Bauamt und zehn Jahre Kreiskämmerin beim Landkreis Starnberg. 2007 trat sie der CSU bei und erhielt bei der Stadtratswahl 2008 die meisten Stimmen auf der Liste ihrer Partei. Gleichzeitig unterlag sie bei den Kommunalwahlen im März 2008 als Bürgermeister-Bewerberin der CSU. Nach längeren Querelen schieden sie und Josef Pfister aus der CSU-Stadtratsfraktion aus. Im November 2012 gründete sie eine eigene Gruppierung, das Bündnis Mitte Starnberg (BMS).
Bei den Kommunalwahlen 2014 wurde sie – und zwar bei der Stichwahl am 30. März – zur Bürgermeisterin von Starnberg gewählt. Weil sie gegen einen Kandidaten der CSU angetreten war, wurde sie im Jahr darauf aus der Partei ausgeschlossen. Seit der Stadtratswahl vom 19. April 2015 (die Wahl von 2014 war für ungültig erklärt worden) war das BMS mit sechs Räten vertreten, der Fraktion gehörten davon nur drei Personen an. Eva John war die erste Frau, die das Amt des Bürgermeisters in Starnberg bekleidete.
Bei den Kommunalwahlen am 15. März 2020 unterlag sie mit unter 29 Prozent Patrick Janik, der im ersten Wahlgang die absolute Mehrheit erreichte.

## Kontroversen
Die Amtsführung der Bürgermeisterin wird kontrovers betrachtet. Die Zusammenarbeit mit dem Stadtrat galt als zerrüttet und endete bereits vor dem Verwaltungsgericht München. Am 14. August 2018 gab die Landesanwaltschaft Bayern bekannt, dass sie gegen John eine Disziplinarklage beim Verwaltungsgericht München wegen diverser Verstöße gegen die Bayerische Gemeindeordnung erhebt. Am 4. Juli 2019 verurteilte das Verwaltungsgericht München John wegen Verletzung ihrer Dienstpflichten, ihre Bezüge wurde infolge des Urteils für 1 Jahr um 10 Prozent gesenkt.